# 奧克蘭 (萊姆斯通縣西北)
奧克蘭（英語：Oakland）是一個位於美國阿拉巴馬州萊姆斯通縣的非建制地區。該地的面積和人口皆未知。

## 地理
奧克蘭的座標為34°49′39″N 87°05′07″W / 34.82750°N 87.08528°W，而該地的平均海拔高度為225米（即738英尺）。